# Guapira acuminata
Guapira acuminata är en underblomsväxtart som beskrevs av Cyrus Longworth Lundell. Guapira acuminata ingår i släktet Guapira och familjen underblomsväxter. Inga underarter finns listade i Catalogue of Life.